# 로쿠초노메역
로쿠초노메역(일본어: 六丁の目駅)은 일본 미야기현 센다이시 와카바야시구 로쿠초노메나카마치에 있는 센다이 시 지하철 도자이 선의 역이다. 역 번호는 T 12이다.

## 역 구조
현도 23호 센다이시오가마 선(현도 137호 아라하마바라초 선과 중복)과 도시 계획 도로 시미즈코지다가조 선의 교차점(로쿠초노메니시마치 교차점) 아래에 위치한다. 승강장은 지하 3층이다.

### 타는 곳
| 1 | ■ 도자이 선 |  | 아라이 방면                     |  |
| 2 | ■ 도자이 선 |  | 센다이・야기야마도부쓰코엔 방면 |  |

## 출구 안내
미나미1, 기타1의 총 2곳이다.

### 미나미1 출입구
- 로쿠초노메모토마치
- 로쿠초노메미나미마치
- 이자이

### 기타1 출입구
- 로쿠초노메나카마치
- 로쿠초노메니시마치

## 역 주변
본 역 주변에는 공업 단지와 주택지가 펼쳐져 있다.
- 센다이 성형 외과 병원
- 생활협동조합 아라이점
- 나나주나나 은행 로쿠초메 지점
- 세븐 일레븐 로쿠초노메 역전점
- 후레스포 로쿠초노메 미나미마치
- 선피아 스포츠 클럽 센다이
- 센다이 시립 가마마치 중학교
- 야마가타 은행 아라이 지점
- 센다이 은행 아라이 지점
- 아오이회 센다이 간호 전문 학교

## 역사
- 2000년 10월: 역명(가칭) 공표.
- 2006년: 착공.
- 2013년 12월 24일: 역명 정식 발표.
- 2015년 12월 6일: 영업 개시.

## 인접역
| 센다이 시 지하철 ■ 도자이 선            | 센다이 시 지하철 ■ 도자이 선 | 센다이 시 지하철 ■ 도자이 선 |
| --------------------------------------- | ---------------------------- | ---------------------------- |
| T 11 오로시마치 야기야마도부쓰코엔 방면 |                              | 아라이 T 13 아라이 방면      |